# Antonio Martelli (attore)
Antonio Martelli (Bologna, XVIII secolo – Venezia, XIX secolo) è stato un attore teatrale italiano.

## Biografia
Dopo un inizio di carriera come dilettante pregevole, Antonio Martelli abbandonò l'attività di sarto per dedicarsi professionalmente al teatro comico.
Martelli di mise in evidenza nell'interpretazione di Brighella, per la spontanea e fertile buffoneria.
Nel 1754 entrò a far parte della compagnia del Teatro di San Luca di Venezia, di cui Carlo Goldoni era l'autore dall'anno precedente.
In seguito Martelli riuscì a recitare non solamente come Brighella, ma nelle commedie goldoniane anche parti scritte per intero.
Martelli viene ricordato per essere stato il primo Fabrizio ne Gl'innamorati, il primo Cristòfolo de La casa nova, il primo Lunardo de I rusteghi e il primo Padron Fortunato de Le baruffe chiozzotte.
Insieme alla moglie Giovanna, "seconda donna" molto apprezzata, si esibì al Teatro Sant'Angelo e nella compagnia Pellandi.

### Gl'innamorati
Nell'opera Gl'innamorati si segnalò il caso di Brighella, dato che la trama della commedia prevedeva il personaggio del vecchio zio Fabrizio, un poverello che vuole apparire ricco e potente, impegnato con il matrimonio di una nipote senza dote.
Differentemente dalla tradizione della Commedia dell'arte, il ruolo dello zio Fabrizio venne assegnato non ad un «vecchio», ma ad un primo Zanni, cioè un Brighella.
Nella compagnia del Teatro di San Luca, recitava in quel ruolo proprio Antonio Martelli, che Antonio Piazza nel suo romanzo Il Teatro ovvero fatti di una veneziana lo presenta come «un bolognese nasuto» accompagnato da un grande successo popolare: «Li gondolieri del mio paese hanno sempre sostenuto con le loro mani callose che quel Brighella è un grande uomo».
L'informazione è confermata dalle Notizie istoriche de' comici italiani che fiorirono intorno all'anno 1550 fino a' giorni presenti (Padova, 1782), di Francesco Saverio Bartoli, che descrivono Martelli come attore popolarissimo presso il grande pubblico veneziano.
Martelli era apprezzato non solo per la parte di Brighella, ma anche per la sua versatilità con la quale interpretava parti e personaggi molto differenti tra loro, che come scrisse il Bartoli (Notizie istoriche de' comici..., p. 31) «lo fecero apprezzare come eccellente caratterista», precursore di un'evoluzione dei tipi comici che avrebbe contraddistinto la seconda metà del secolo, e non solo in Italia.
«In che cosa consiste la sua bravura?» – scrisse invece il Piazza - «Nel fare da vecchio in una scena, e in un'altra da giovine, senza mutar personaggio; anzi, spesse volte, queste mutazioni succedono in una scena medesima. (...) Oh che bravo caratterista!»
Il successo del personaggio e quindi dell'attore fu determinato da questa doppia prestazione dell'attore, sia come consolidato rappresentante della tradizione dell'Arte sia come «caratterista» sperimentale.
Con Martelli, del resto, Goldoni non faceva che proseguire un metodo di lavoro che aveva già dato esiti positivi con il ruolo della servetta, quando l'abilità trasformistica delle attrici, tra le quali menzioniamo la versatile Maddalena Marliani-Raffi, consentì di superare i limiti dei ruoli convenzionali, per addentrarsi nell'imitazione di caratteri inediti, suscitando sorpresa, smarrimento, curiosità e interesse nello spettatore.